# Natura 2000-område nr. 105 Augustenborg Skov
Augustenborg Skov er en del af den barokhave, der lå vest for Augustenborg Slot i 1700-tallet. Et eksempel på dette er de tre lindealléer, som stadig findes i skoven (se billede). Den midterste lindeallé indgår i slottets 1,5 kilometer lange symmetriakse. I skovens nordlige del ligger kaninøen, hvor der oprindeligt lå en lille musikpavillon. Herudover rummer skoven tre høje, to skålsten og De Tre Edsege.
I dag er Augustenborg Skov habitatområde for mange fugle, og skoven er udpeget til Natura 2000-område. Vegetationen er meget varieret med mange gamle træer og dødt ved, hvilket giver gode livsbetingelser for hulrugende fugle som korttået træløber, huldue, stor skallesluger og stor flagspætte, der alle kan træffes i skoven og parken.
I skovbunden findes spiselige laksebær, som er en nordvestamerikansk hindbærart, der sandsynligvis stammer fra den gamle barokhave. Laksebær betragtes i dag som en invasiv art. Om foråret er skovbunden dækket af en rig flora af hvide og gule anemoner, Almindelig Bingelurt, Vorterod, Almindelig Guldnælde, Stor Fladstjerne og Skovmærke. I 2018 blev 15 ha skov udpeget til  urørt løvskov.